# Marion (Carolina del Nord)
Marion è una città degli Stati Uniti d'America situata nella Carolina del Nord, nella Contea di McDowell, della quale è anche il capoluogo.
La città con il suo nome onora il generale Francis Marion.